# Selenops ivohibe
Selenops ivohibe là một loài nhện trong họ Selenopidae.
Loài này thuộc chi Selenops. Selenops ivohibe được J. A. Corronca miêu tả năm 2005.